# Neanthes chingrighattensis
Neanthes chingrighattensis är en ringmaskart som först beskrevs av Fauvel 1932.  Neanthes chingrighattensis ingår i släktet Neanthes och familjen Nereididae. Inga underarter finns listade i Catalogue of Life.